# Fernando López del Oso
Fernando Jiménez López del Oso, conocido como Fernando López del Oso (Madrid, 20 de octubre de 1974), es un escritor de novela y ensayo y divulgador científico español.
Su labor divulgativa ha sido desarrollada en diferentes medios, principalmente la radio. En lo correspondiente a la narrativa es conocido como escritor de ciencia ficción y suspense.
López del Oso es hijo del conocido psiquiatra y presentador de televisión Fernando Jiménez del Oso. Ha sido ganador de diversos premios, incluyendo el Premio Minotauro 2009, por su obra El Templo de la Luna.

## Reseña biográfica
Licenciado en Ciencias Biológicas por la Universidad Complutense de Madrid, Fernando López del Oso se acerca a la comunicación en 2003 con la sección Materia Viva de la revista Enigmas que dirigía su padre, el Dr. Fernando Jiménez del Oso. Continuaría ocupándose de dicha sección hasta 2013.
A partir de la publicación de su ensayo La Sexta Extinción (2008) comenzaría a colaborar como divulgador científico en diferentes programas de radio, como La nit en blanc (Punto Radio, 2008-2010), La Rosa de los vientos (Onda Cero, 2010-2011), Son 4 dies (RNE4, 2020-2023) y La Escóbula de la Brújula (2014-presente).
De manera paralela, en 2009 publica El Templo de la Luna, con la que ganaría el Premio Minotauro e iniciaría su carrera como novelista. En 2011 llegaría Yeti, primera de las aventuras de su personaje Mario Yerro, protagonista también de Revolution (2021, Premio de Carolina Coronado). Con Asesino de Políticos incursiona en el humor negro y la crítica social.
En El legado del oso, encuadrado en la narrativa de no ficción, Fernando López del Oso ahonda en los temas heterodoxos que trató el conocido psiquiatra y presentador en televisión y radio.

## Obra publicada
- Revolution (2021, Ed. Algaida. Premio Carolina Coronado).
- El legado del oso (2020, Ed. Luciérnaga).
- Asesino de Políticos (2015, Ed. Stella Maris).
- Vintage ’62 (2012, Ed. Sportula, relato)
- Yeti (2011, Ed. Minotauro)
- El templo de la Luna. (2009, Ed. Minotauro. Premio Minotauro).
- 20 Historias Inquietantes. (2009, Ed. Minotauro, relato).
- La Sexta Extinción. (2008, Ed. Zenith).
- Un Viaje Mágico por Egipto. (2007, Ed. Espejo de tinta).

## Distinciones
- Premio Minotauro (2009) por la obra El Templo de la Luna.
- Premio Carolina Coronado 2021 por la obra Revolution.